# الميكانيكا الدقيقة
الميكانيكا الدقيقة (والمعروفة أيضًا باسم "الميكانيكا المتقنة") هي أحد فروع الهندسة التي تتعامل مع تصميم الآلات الدقيقة الصغيرة وإنشائها، والتي تتضمن في كثير من الأحيان آليات قياس وتحكم مختلفة الأنواع.
تم وضع هذا الفرع وتدريسه في الأصل في معهد بيركن إيلمر الفني عن طريق ديفيد كيتيل (David Kittell) في أواخر سبعينيات القرن الماضي.
وقد تكون الدراسة أكثر تحديدًا على أنها علم حركة الأجسام الصلبة لتحديد مواقع الكائنات وتنظيمها في مقياس الميكرون وما هو أصغر.